# Сем Шем
Сем Шем (англ. Sam the Sham), сравжнє ім'я Домінго Сеймудіо (англ. Domingo Samudio), нар. 28 лютого 1937, Даллас, Техас, США) — американський співак рок-н-рол.
Хоча своє творче натхнення Сем Шем черпав з традиційної музики техаських мексиканців, його перші твори були витримані у стилі Мемфіс. 1965 року Сем разом з гуртом The Pharaohs у складі: Рей Стіннет (Ray Stinnet) — гітара, Бутч Гібсон (Butch Gibson) — саксофон, Девід Мартін (David Martin) — бас та Джеррі Паттерсон (Jerry Patterson) — ударні, здобув високу позицію в американському чарті танцювальним хітом «Wooly Bully», який також потрапив до британського Тор 20. Черговим успіхом у США стала пісня «I'll Red Riding Hood», що наступного року дійшла до другого місця!»
Надалі гурт змінив назву на «Sam & The Sham Revue», a 1970 року Сем Шем розпустив гурт і розпочав сольну кар'єру. Однак альбом «Hard & Heavey», який Сем записав разом з гітаристом Дюеном Оллменом, не належав до найкращих його творінь. Пізніше Домінго працював над музикою до фільму «The Border» (1982).
- Bully